# 셴추르프리첼류

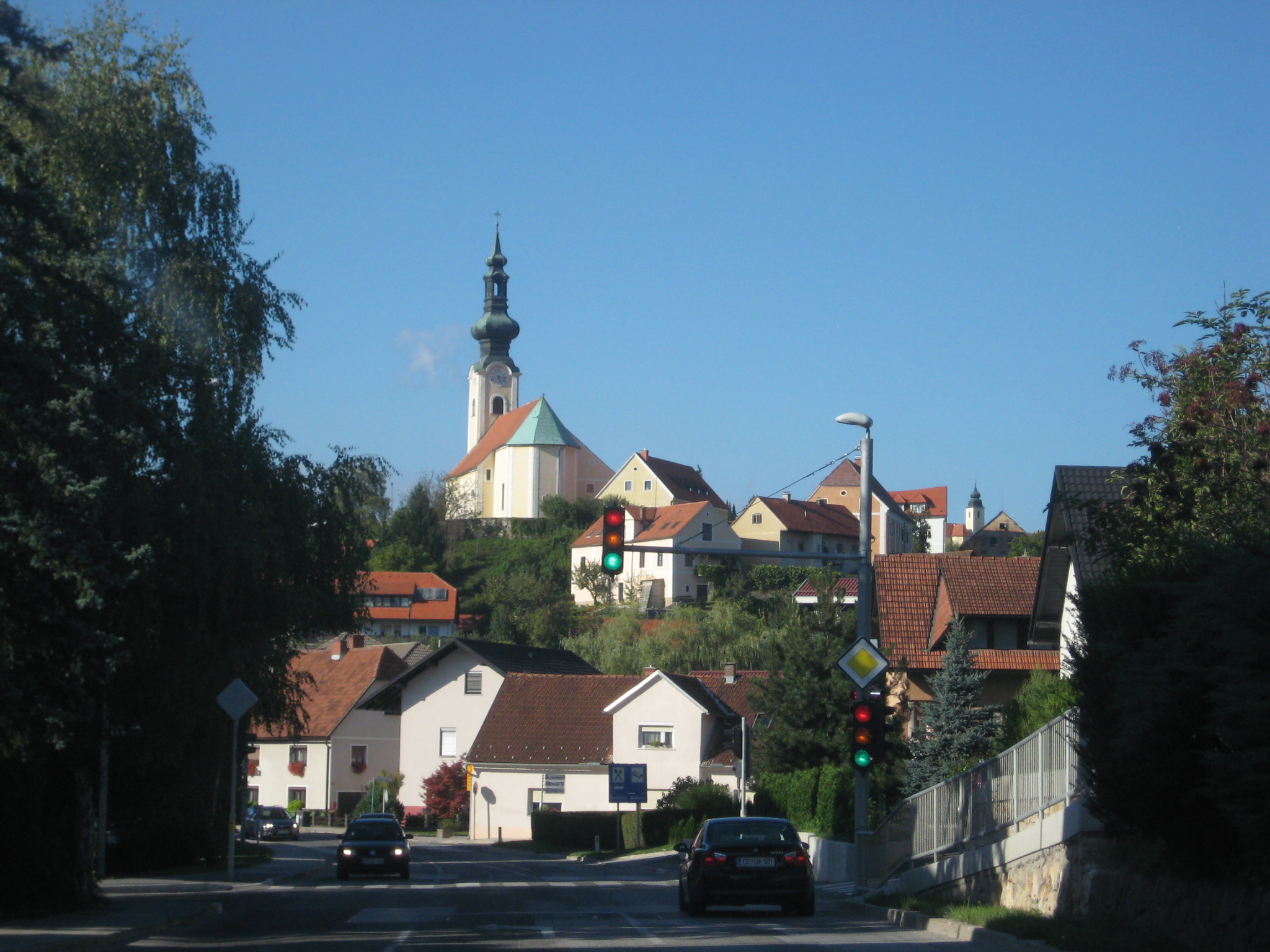
셴추르프리첼류

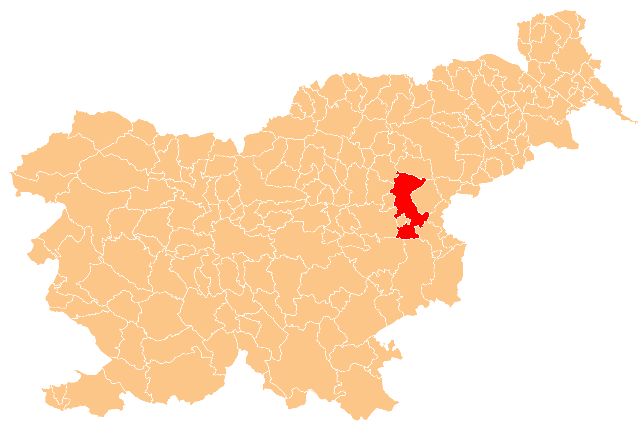
셴추르프리첼류의 위치

셴추르프리첼류(슬로베니아어: Šentjur pri Celju, 독일어: Sankt Georgen bei Cilli 장크트게오르겐바이칠리[*])는 슬로베니아의 도시로 면적은 222.3km2, 인구는 18,470명(2002년 기준), 인구 밀도는 83.1명/km2이다.